# ハワイにおけるコーヒー生産
ハワイ州はアメリカ合衆国において唯一のコーヒーの商業的な生産が可能な州である（ただし、プエルトリコなどアメリカ合衆国の海外領土でも栽培が行われているところがある。）。また、カリフォルニア州サンタバーバラとジョージア州でも試験的なコーヒー栽培が行われている。

## 歴史

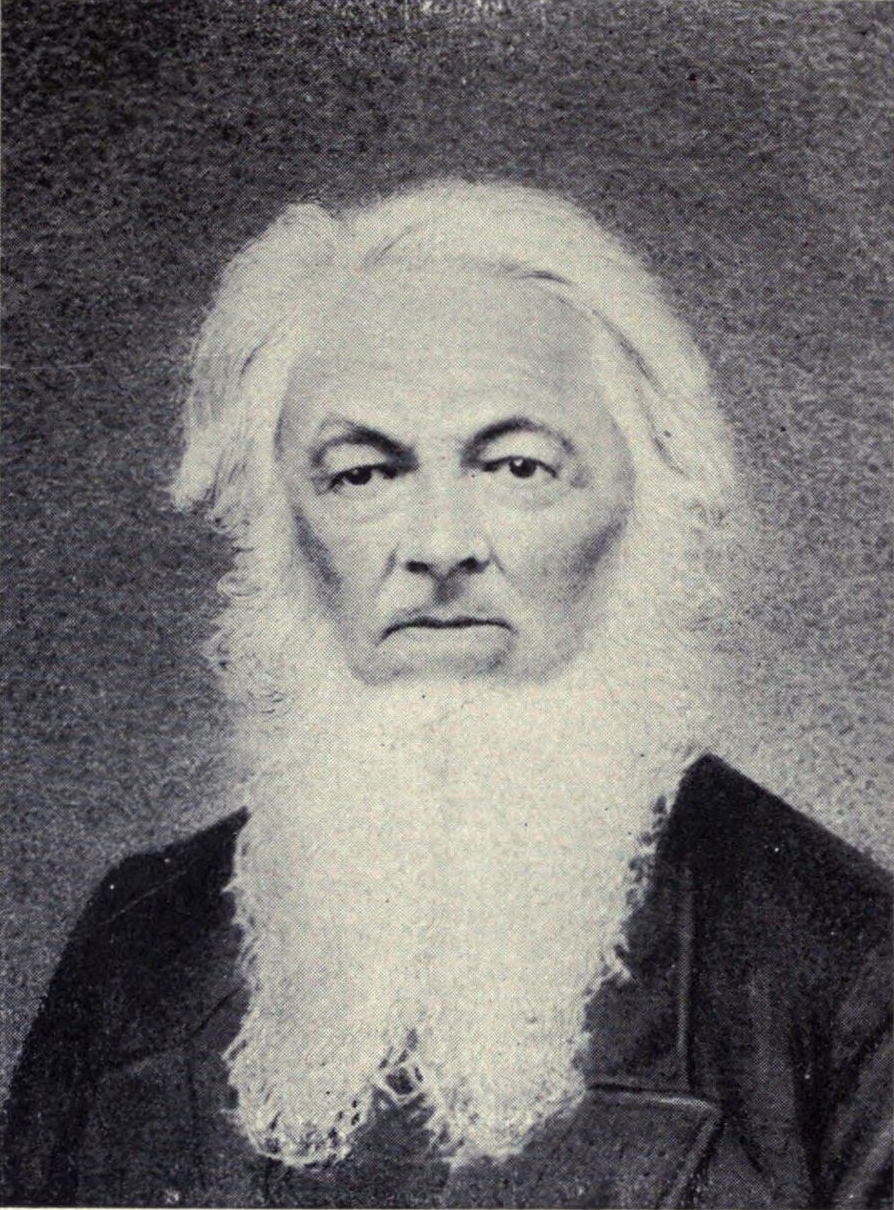
サミュエル・ラグレスはコナ地域に1828年にコーヒーをもたらした。

フランシスコ・ド・ポーラ・マリンは1813年1月21日の航海日誌にオアフ島にコーヒーの種を蒔いたと記している。しかしこの種がその後どうなったかについてはあまり多くのことはわかっていない。1825年にHMSブロンド号でハワイを訪れたジョン・ウィルキンソンはブラジルのコーヒーの苗を植えた。ハワイの指導者ボキはオアフのマノア渓谷に土地を与えた。しかしウィルキンソンは1827年3月に死去し、コーヒーの灌木も成長しなかった。切り枝がいくつかホノルルに持ち込まれ、またマニラからイギリスの領事リチャード・チャールトンによって新たな苗木が持ち込まれた。
より多くの木が1828年または1829年にホノルル近郊のカリヒ、ヌイ渓谷に植樹された。ハワイ島ではヨーゼフ・グッドリッチが自給自足的な生活を営むヒロミッションを創設するためにコーヒーを植樹した。グッドリッチはヒロで12年以上にわたって植樹を続け、ハワイ人にミッションのための資金源と彼らの食事用の野菜とトロピカルフルーツのために指導を行った。
サミュエル・ラグレス（1795年 - 1871年）は、1828年7月にハワイ東部のヒロから西部のカヒコル教会に移った際に、コナ地域に切り枝を持ち込んだ。確立するまでには時間がかかったが、最も成功を収めた。

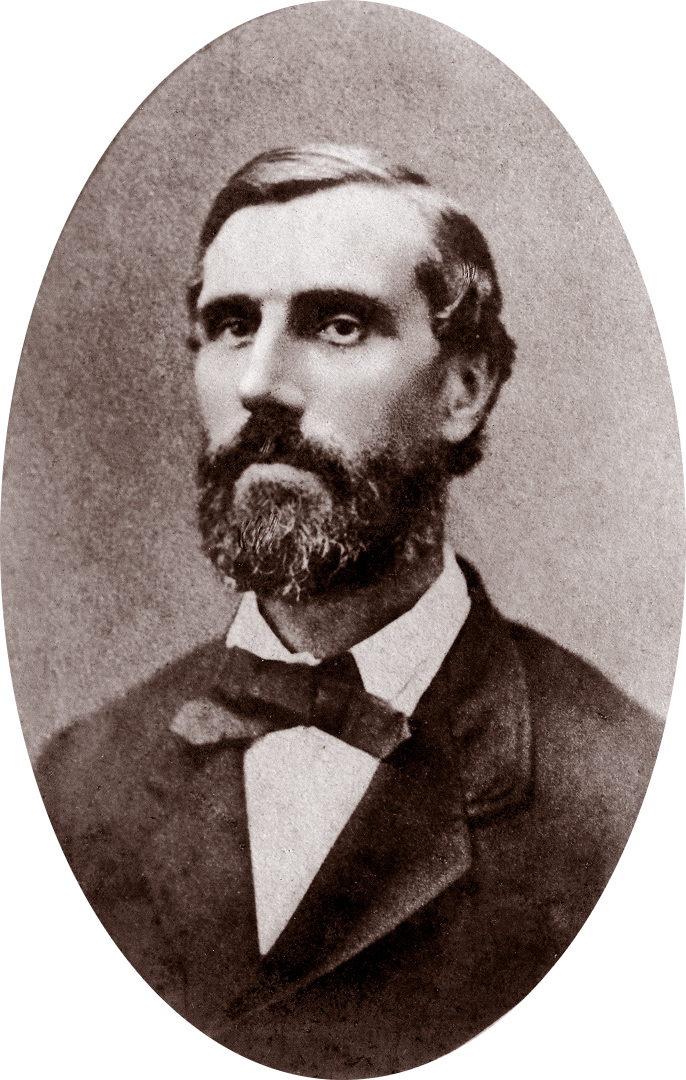
コーヒーの商人のパイオニアヘンリー・ニコラス・グリーンウェル （1826年 – 1891年）

カウアイ島における初期の商業的投資は1836年に始まったが、1845年には失敗に終わった。カウアイ島とハワイ島の最初の生産高の記録は1845年のものであり、僅か248ポンドであった。1848年のgreat Maheleと呼ばれる土地再分配政策により土地の私的所有権が初めて認められた。一時はマウイ島の多くの土地でコーヒーが栽培されていたが砂糖やその他の作物に転作された。特にカイガラムシによる虫害によって他の島々でも多くのコーヒーの灌木が被害を受けた。コナ地域の勾配はカイガラムシの生息に適さなかったため被害を受けず、ハワイにおけるコーヒー生産の中心地となった。コナコーヒーはその名の通り、コナでのみ生育するコーヒーである。
1873年、ウィーン万国博覧会において、コナの商人ヘンリー・ニコラス・グリーンウェルが「コナ」の知名度を高めたとして優秀賞を受賞した。1880年頃、ジョン・ガスパルは最初のコーヒー製粉所をハワイ島のケアラケクア湾近くに設立した。1892年、グアテマラコーヒーがドイツ人農園主ヘルマン・ヴィデマンによってハワイに導入された。またこの頃、テントウムシの蔓延を抑制することが可能になった。
アメリカ合衆国がハワイを併合した1898年、関税が引き下げられたため、砂糖の生産が拡大した。このために、コーヒーの灌木が伐採されることもあった。1899年から1900年にかけてコーヒーの価格が暴落したため、残っていたコーヒープランテーションも全滅した。1916年のコーヒーの生産高は約2.7万ポンドにとどまる一方、砂糖の生産高は向上を続けた。その後、1917年に始まった第一次世界大戦と1918年のブラジルでの霜害によって世界的なコーヒー不足となり価格は上昇した。
砂糖のプランテーションで働いていた日系人労働者は雇用契約満了後、しばしばコナで小規模な農園を営むようになった。1922年までにコナ以外のハワイのコーヒープランテーションは消滅した。1930年代の世界恐慌により価格が暴落し多くの農家が債務不履行に陥った。第二次世界大戦後、南米は再び霜害に見舞われ、1950年代に再び価格が上昇した。1957年には最盛期を迎え、生産高は18万ポンド超に達した。
1970年代までに、観光産業に労働者が流出し、生産は下落していった。1990年代に砂糖やパインアップルのプランテーションが閉鎖されたため、コーヒー産業は緩やかな回復傾向にある。

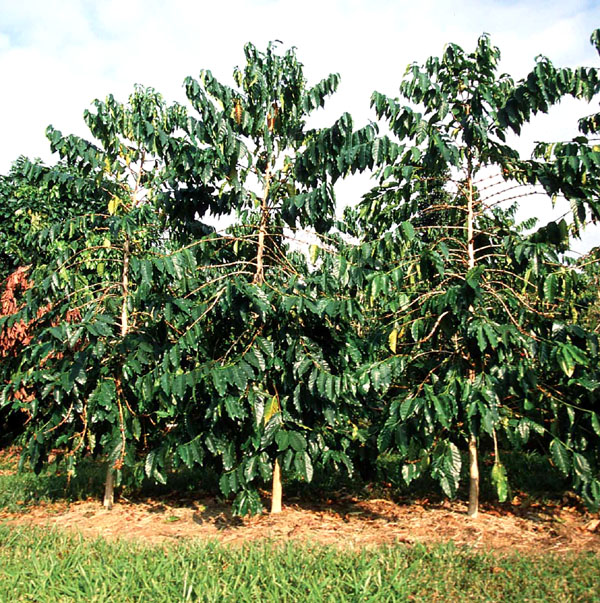
ハワイのコーヒーノキ

## 現代の生産
標高700フィート (210 m)から2,000フィート (610 m)の地帯にかけて存在するコナの「コーヒーベルト」は約2マイルにわたる。他のハワイ諸島では、遥か南に位置するカウ、南東のプナ、北東のハマクアでコーヒーが生育している。
ハワイでは年間を通してコーヒーの収穫が可能であるが、最も生産が多いのが夏であり、翌春まで収穫が続く。2008年-2009年期の統計では、ハワイ島には約790軒の農家が存在し、他の島にいる農家は約40人であった。1エーカーあたりの平均収穫量は1,400ポンドであった。州のコーヒーの作付総面積は7,800エーカー (3,200 ha)であった。ハワイ島以外の耕地は全体の半分をやや上回る程度であり、他の島、特にカウアイ島の平均耕地面積はハワイ島を上回る。2007年から総生産高は約8.6万ポンドに増加したが、単価はドルベースで約8パーセント下落している。 砂糖やパインアップルのプランテーションを営んでいた農家がコーヒーに転作している。モロカイコーヒー、カウアイコーヒー。カウコーヒーはそういった例である。

## 脚註
1. ↑  “アーカイブされたコピー”. 2012年4月6日時点のオリジナルよりアーカイブ。2012年4月30日閲覧。
2. ↑  Gina M. Pérez (2004). The near northwest side story: migration, displacement, and Puerto Rican families. University of California Press. ISBN 978-0-520-23368-3
3. ↑  “History of Coffee in Hawaii”. All about Hawaii. Honolulu Star-Bulletin. (1891). pp. 63–68
4. ↑  Merze Tate (1962). “Sandwich Island Missionaries: The First American Point Four Agents”. Annual report of the Hawaiian Historical Society (Hawaiian Historical Society). hdl:10524/84.
5. ↑  Hawaiian Mission Children's Society (1901). Portraits of American Protestant missionaries to Hawaii. Honolulu: Hawaiian gazette co.. p. 6
6. ↑  Kona Historical Society (1997). A Guide to Old Kona. University of Hawaii Press. p. 6. ISBN 978-0-8248-2010-7
7. ↑  William Harrison Ukers (1922). All about coffee. The Tea and Coffee Trade Journal Company. pp. 239–241
8. 1 2  Baron Goto (1982年). “Ethnic Groups and the Coffee Industry in Hawaii”. 16. Hawaiian Historical Society. pp. 112–124. hdl:10524/432
9. 1 2 3  Gerald Kinro (2003). A cup of aloha: the Kona coffee epic. University of Hawaii Press. p. 123. ISBN 978-0-8248-2678-9
10. ↑   Commerce reports, Volume 4. United States Bureau of Foreign and Domestic Commerce. (1917). p. 470
11. ↑  “Agriculture - coffee”. official web site.   County of Hawaii (1998年). 2011年7月8日時点のオリジナルよりアーカイブ。2009年11月4日閲覧。
12. ↑  National Agricultural Statistics Service Hawaii Field Office (2009年9月3日). “Hawaii Coffee”.   United States Department of Agriculture. 2010年3月7日時点のオリジナルよりアーカイブ。2009年11月4日閲覧。